# Marty Morell
Marty Morell (25 februar 1944 i New York USA) er en amerikansk jazztrommeslager, percussionist og vibrafonist. 
Morell er nok bedst kendt for sit syv år lange samarbejde med Bill Evans. Han studerede klassisk percussion på Julliard School of Music og Manhattan School of Music.
Morell flyttede efter endt samarbejde med Bill Evans til Canada, og blev en meget efterspurgt percussionist. 
Han har indspillet med Steve Kuhn , Stan Getz , Bill Evans , Claus Ogermann og Kenny Wheeler. 